# Caso Cruz de Alajuelita
El Caso Cruz de Alajuelita también conocido como el Crimen o La Masacre de Alajuelita sucedió el día domingo 6 de abril de 1986 (Domingo de Ramos) en el Cerro San Miguel en la localidad de Alajuelita, San José, Costa Rica  y es considerado uno de los hechos más obscuros y macabros que ha ocurrido en el país. En este hecho perdieron la vida una mujer adulta y 6 menores de edad. Actualmente el caso quedó impune y se encuentra prescrito.

## Hechos
El 6 de abril de 1986 el país fue sacudido por la masacre de las 7 mujeres acontecido en el sector conocido como  El Llano de Alajuelita (también llamado San Antonio), a unos distancia de 2 kilómetros de la cima donde se encuentra la cruz de Alajuelita.
Ahí se comenzaba a escribir también un capítulo de horror que se constituiría en la más grande incógnita para la policía nacional en toda su historia.
El 6 de abril de 1986, varios miembros de las familias Salas Zamora y Sandí Zamora asistieron a un acto litúrgico en el cerro de la Cruz de Alajuelita, con el fin de pagar una promesa.
Dos de las nueve mujeres que iniciaron el ascenso desistieron de la travesía a medio camino por cansancio, y las restantes siete continuaron.
Ellas eran Marta Eugenia Zamora Martínez, de 41 años; sus hijas María Gabriela, de 16, María Auxiliadora, de 11 y Carla Virginia Salas Zamora, de 9, y sus sobrinas Alejandra, Carla María y María Eugenia Sandí Zamora, de 13, 11 y 4 años, respectivamente.
A eso de la una de la tarde de aquel domingo de ramos el grupo de mujeres inició el descenso, pero tomaron un atajo para acortar camino. Poco después fueron interceptadas por uno o varios desconocidos, quienes violaron a tres de las menores y luego las asesinaron a todas a balazos.
A finales de julio de ese mismo año, fueron detenidos José Luis Monge Sandí, conocido como Tres Pelos, y Arnoldo Mora Portilla, alias Arnoldillo, a quienes la policía adjudicó la masacre, la cual supuestamente habrían cometido junto con Álvaro Chinchilla Vásquez, conocido como Viruta y Arnoldo Mora Quesada, alias Galleta, quienes murieron en forma violenta en hechos separados antes de esa fecha.
El crimen de Alajuelita desmoralizó a toda Costa Rica y al cantón mismo.
Los dos juicios realizados contra estos hombres fueron anulados por errores procesales. Se estaba a la espera de un tercer juzgamiento, cuando Monge Sandí fue asesinado el 26 de febrero de 1995.
Arnoldo Mora Portilla quedó fuera del proceso cuando la Ley Tutelar de Menores estableció que no se podían juzgar los delitos cometidos por menores de edad, y en el momento de los hechos él tenía 17 años.
Las implicaciones de este intrincado caso nunca se aclararon, pero existen detalles no revelados hasta ahora sobre la muerte de Tres Pelos, que arrojan nuevas conjeturas en el caso.
En la actualidad este caso se le atribuye al famoso asesino en serie costarricense El Psicópata.
Muchas personas (incluso algunos familiares de las víctimas) opinan que esta masacre fue una venganza, pues de tres de las menores eran hijas de Luis Roberto Sandí Rapso, conocido como "Macho Rapso", un reconocido criminal (experto en apertura de cajas fuertes) de la época. Murió en un accidente de tránsito el 26 de noviembre de 2013.

## Impacto social
Este suceso desmoralizó a todo el país, debido a la crueldad y la impunidad que se manejó en este caso.
Antes de este caso, las visitas a la popular "Cruz de Alajuelita" eran por miles de personas pero después de esto muchas personas no han vuelto a subir en peregrinación por miedo a lo que pueda suceder y aunque actualmente continúa siendo un sitio de peregrinación se ha ido olvidando con tiempo y decayendo casi hasta el punto de estar en abandono.
El día de la masacre se celebró el último gran acto religioso en ese lugar.
Si bien es cierto los hechos no sucedieron en la propia Cruz de Alajuelita, la mala información de los medios de prensa originió un repudio al lugar y cada año de forma intencional en los medios de prensa se publica la historia y se vuelve a crear un miedo colectivo y generalizado hacia la montaña, la cual nunca tuvo que ver con los hechos ya que  los asesinatos ocurrieron a varios kilómetros lejos de donde se realizaban las actividades religiosas.

## Víctimas
- Marta Eugenia Zamora Martínez (41 años)
- María Gabriela Salas Zamora (16 años)
- María Auxiliadora Salas Zamora (11 años)
- Carla Virginia Salas Zamora (9 años)
- Alejandra Sandí Zamora (13 años)
- Carla María Sandí Zamora (11 años)
- María Eugenia Sandí Zamora (4 años)